# وصلة كهربائية
أنواع الوصلات والمقابس
1. وصلة d shell :

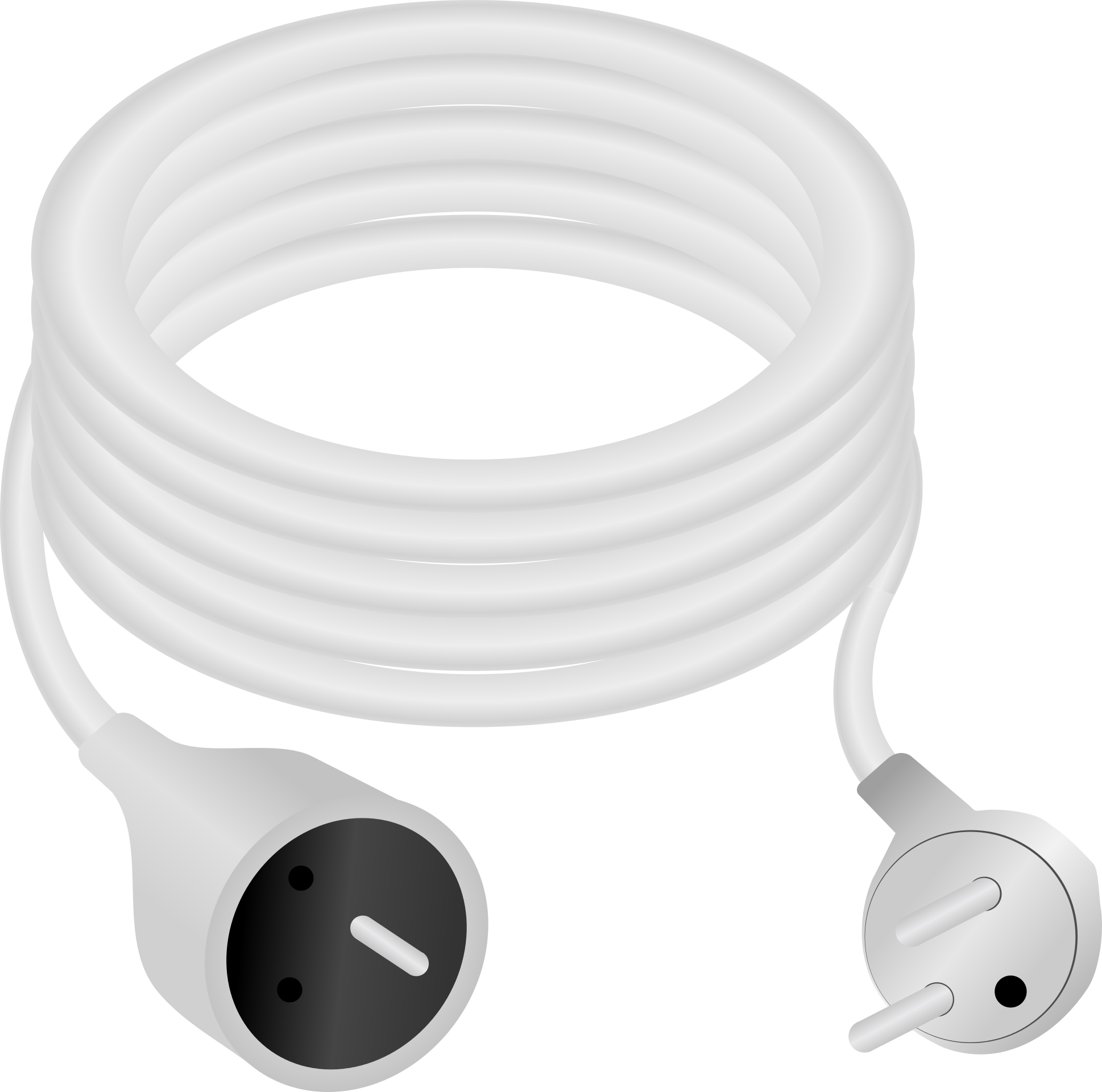
وصلة كهربائية بمقبس واحد.

تختلف وصلات d shell من حيث كونها ذكريَّة أو أنثوية وبعدد الإبر أيضاً مثلاً d b وتحوي تسع أبر.
1. الوصلة h p :

تشبه الوصلة d shell لكن إبرها تتوضع إلى جانب بعضها البعض سماته أقل حيث تحوي 50 إبرة في نفس المسافة التي تحوي فيها o shell 25 إبرة.
1. وصلة سينترونكس.
2. وصلة d I n: يتراوح عدد الإبر فيها بين 3 ـ 7. طول كل إبرة أنثى في لوحة المفاتيح.
3. وصلة bnc: تستخدم في نوع من أنواع الشبكات المحلية يدعى انترنيت.
4. وصلة din: تستخدم من أجل ملائمات ممر الفأرات وأجل بعض ملائمات لوحة المفاتيح.
5. وصلة RJ-13 أو RJ-45: تستخدم الوصلة RJ-13 من أجل الهاتف العادي حيث تحوي أربعة أسلاك داخلها أما RJ-1s فهي تحوي ثانية أسلاك داخلها وتستخدم في بعض الشبكات.
6. المقبس r ca:

تعتبر نوع من أجل مداخل ومخارج الصوت على بعض بطاقات الصوت ومن أجل مداخل الشاشة.